# Erik Dwi Ermawansyah
Erik Dwi Ermawansyah (19 tháng 4 năm 1996 - 25 tháng 1 năm 2019) là một cầu thủ bóng đá người Indonesia hiện tại thi đấu ở vị trí tiền đạo cho câu lạc bộ tại Liga 1 PSIS Semarang. 
Anh chủ yếu thi đấu ở vị trí tiền đạo nhưng cũng có thể đảm nhiệm vị trí hậu vệ.

## Sự nghiệp

### Persebaya Surabaya
Erik là cầu thủ trẻ từ Persebaya Surabaya cùng với Evan Dimas, và Erik được đẩy lên đội chính Persebaya Surabaya.

### PSIS Semarang
Năm 2017, Erik gia nhập PSIS Semarang thi đấu tại Liga 2 2017. Theo huấn luyện viện của PSIS, Wahyu Winarto, Erik được mang về để tăng cường hàng phòng ngự. Erik gia nhập Persiba Balikpapan, nhưng hợp đồng cho mượn bị hủy bỏ khi ban quản lý của Persiba Balikpapan nhận ra rằng Erik không có hợp đồng với Madura United. 

Anh qua đời ngày 25 tháng 1 năm 2019 vì bệnh tim.